# Albert Scharenberg
Albert Scharenberg (* 24. April 1965 in Leer, Ostfriesland) ist ein deutscher Politikwissenschaftler und Historiker. Er ist Produzent und Co-Host des Podcasts Rosalux History, Referent für Publikationen und Redakteur für internationale Politik der Rosa-Luxemburg-Stiftung in Berlin. Zuvor war er Co-Direktor des Auslandsbüros der Rosa-Luxemburg-Stiftung in New York City und Leiter des Historischen Zentrums der Stiftung, Lehrbeauftragter für Politik und Nordamerikastudien an der Freien Universität Berlin sowie Redakteur und Gesellschafter der Blätter für deutsche und internationale Politik.
Scharenberg studierte an der Universität Marburg, der University of Illinois und an der FU Berlin, wo er bei Jürgen Kocka einen Magister-Abschluss in Neuester Geschichte erlangte und bei Wolf-Dieter Narr mit seiner Arbeit Schwarzer Nationalismus in den USA. Das Malcolm X-Revival zum Dr. phil. promovierte.
Im September 2007 wurde über Medienberichte bekannt, dass das Präsidium der FU Berlin die Berufung Scharenbergs zum Juniorprofessor für die Politik Nordamerikas blockiert – und dies offenbar aus politischen Gründen. Demnach soll Scharenbergs Tätigkeit im Kuratorium der Rosa-Luxemburg-Stiftung dem FU-Präsidenten Dieter Lenzen ein Dorn im Auge sein. Im Oktober 2007 setzten sich über 200 Wissenschaftler in einem Offenen Brief an Lenzen für die Berufung Scharenbergs ein.
Albert Scharenberg war von 1999 bis 2011 Mitglied im Arbeitsausschuss des Komitee für Grundrechte und Demokratie e.V. und 2008–2011 Vorsitzender des Wissenschaftlichen Beirats der Rosa-Luxemburg-Stiftung.

## Schriften (Auswahl)
- Podcast Rosalux History: https://www.rosalux.de/rosalux-history
- mit Karsten Krampitz (Hg.): "Dran! Dran! Dran!" Thomas Müntzer, der Bauernkrieg und die Entblößung des falschen Glaubens, Alibri Verlag: Aschaffenburg 2025, ISBN 978-3-86569-427-0.
- mit Frank Jacob, Jörn Schütrumpf (Hg.): Rosa Luxemburg. Band 1: Leben und Wirken, Marburg 2021, ISBN 978-3-96317-244-1.
- mit Frank Jacob, Jörn Schütrumpf (Hg).: Rosa Luxemburg. Band 2: Nachwirken, Marburg 2021, ISBN 978-3-96317-245-8.
- Martin Luther King. Ein biografisches Porträt, Verlag Herder: Freiburg 2011.
- Schwarzer Nationalismus in den USA. Das Malcolm X-Revival, Verlag Westfälisches Dampfboot: Münster 1998.
- Rassismus in der US-Arbeiterbewegung. Entwicklungslinien von 1865 bis 1915, Argument: Hamburg/Berlin 1993.
- Das Ende der Politik? Globalisierung und der Strukturwandel des Politischen, Verlag Westfälisches Dampfboot: Münster 2003 (mit Oliver Schmidtke).
- Der Sound der Stadt. Musikindustrie und Subkultur in Berlin, Verlag Westfälisches Dampfboot: Münster 2005 (mit Ingo Bader).
- Klasse und Klassifikation. Die symbolische Dimension sozialer Ungleichheit, VS Verlag für Sozialwissenschaften: Wiesbaden 2001 (mit Anja Weiß, Cornelia Koppetsch und Oliver Schmidtke).
- Berlin: Global City oder Konkursmasse? Karl Dietz Verlag: Berlin 2000.
- Artikel von Scharenberg bei den Blättern für deutsche und internationale Politik, Online
- Du nicht! Stories aus dem Leben von Alfons Kujat, BoD Verlag: Norderstedt 2005.